# Anthony James Corcoran
Anthony James Corcoran SJ (ur. 19 kwietnia 1963 w Tucson) – amerykański duchowny rzymskokatolicki, jezuita, doktor teologii, misjonarz, prowincjał Niezależnego Regionu Rosyjskiego Towarzystwa Jezusowego w latach 2009–2017, administrator apostolski Kirgistanu od 2017.

## Życiorys
Urodził się 19 kwietnia 1963 w Tucson w Arizonie. W sierpniu 1985 wstąpił do Towarzystwa Jezusowego. W sierpniu 1985 roku złożył wieczystą profesję, a w 1995 roku został wyświęcony na diakona. Dnia 8 czerwca 1996 otrzymał święcenia kapłańskie.
Od 1997 pracował jako duszpasterz na misjach w Rosji. W latach 2009–2017 kierował jako prowincjał Niezależnym Regionem Rosyjskim Towarzystwa Jezusowego (obejmującym większą część byłego Związku Radzieckiego).
29 sierpnia 2017 został mianowany przez papieża Franciszka administratorem apostolskim Kirgistanu.
1 marca 2019 wziął udział w wizycie Ad limina apostolorum w Watykanie z papieżem Franciszkiem wraz z biskupami Kazachstanu, oraz przedstawicielami Kościoła z Azji środkowej.